# Frank Perry
Frank Perry, właśc. Frank Joseph Perry Jr. (ur. 21 sierpnia 1930 w Nowym Jorku, zm. 29 sierpnia 1995 tamże) – amerykański reżyser i producent, pracujący dla filmu, teatru i telewizji.

## Życiorys
Jego debiut reżyserski, Dawid i Lisa (1962), opowiadał o parze nastolatków nawiązujących relację w szpitalu dla psychicznie chorych. Ten niezależny obraz przyniósł mu nominacje do Oscara za najlepszą reżyserię i scenariusz adaptowany. Współscenarzystką była jego ówczesna żona, Eleanor Perry, z którą pracował przy kolejnych pięciu projektach, m.in. Pływak (1968) i Pamiętnik szalonej gospodyni (1970).
Późniejsze filmy Perry’ego obejmują takie tytuły, jak m.in. Graj jak z nut (1972), Człowiek na huśtawce (1974), Najdroższa mamusia (1981), Jego eminencja (1982), Kompromitujące pozy (1985) i Raz jeszcze (1987).
Zmarł na raka prostaty osiem dni po swoich 65. urodzinach. Jego prochy rozsypano w górach w Aspen (Kolorado), gdzie mieszkał przez ostatnie trzy lata swojego życia.